# Jon Seda
Jonathan „Jon” Seda (ur. 14 października 1970 w Nowym Jorku) – amerykański aktor telewizyjny i filmowy pochodzenia portorykańskiego.

## Życiorys
Urodził się w Nowym Jorku. Dorastał w Clifton w stanie New Jersey, gdzie uczęszczał do Clifton High School. Seda był zachęcany przez dwóch przyjaciół, że powinien zająć się boksem, więc zaczął ćwiczyć w kilku salach gimnastycznych w New Jersey. Wkrótce zajął drugie miejsce w zawodach Golden Gloves w New Jersey. Jako bokser amator Seda osiągnął rekord 21 zwycięstw i jedną przegraną. Został zauważony podczas treningu bokserskiego. 
Jego kariera aktorska zaczęła się od występu w melodramacie Zebrahead (1992) u boku Michaela Rapaporta i Kevina Corrigana. Potem wystąpił jako Romano Essadro w sportowym dramacie akcji Gladiator (1992) z udziałem Cuby Goodinga Jr., Jamesa Marshalla, Briana Dennehy i Roberta Loggii. Zyskał uznanie krytyków i był nominowany do Independent Spirit Awards za rolę Chino Linaresa w komediodramacie Tak jak lubię (I Like It Like That, 1994). Rola Chrisa Pereza w Selenie (1997) z Jennifer Lopez przyniosła mu nominację do ALMA Award. 
Regularnie występował w serialach: Wydział zabójstw Baltimore (Homicide: Life on the Street, 1993-1999) jako detektyw Paul Falsone, Brygada ratunkowa (1999–2000) jako Matty Caffey, Kevin Hill (2004–2005) jako Damian „Dame” Ruiz, Krok od domu (Close to Home, 2006–2007) jako Ray Blackwell oraz Chicago Fire (2012–2019) i Chicago PD (2014–2019) jako Antonio Dawson.
Pojawił się w wideoklipie rapera Ludacrisa „Runaway Love” (2007). W miniserialu HBO Pacyfik (2010) wcielił się w postać sierżanta Johna Basilone. W dramacie kryminalnym Waltera Hilla Kula w łeb (2012) z Sylvestrem Stallone, Christianem Slaterem i Jasonem Momoą zagrał rolę Louisa Blancharda.

## Życie prywatne
W 2000 poślubił Elisabeth Gomez, z którą ma trójkę dzieci, w tym syna Jonathana (ur. 1994).

## Filmografia

### Filmy
- 1992: Gladiator jako Romano Essadro
- 1992: Zebrahead jako Vinnie
- 1993: Daybreak (TV) jako Payne
- 1993: New York Cop jako Mario
- 1993: Życie Carlita jako Dominikański
- 1994: Tak jak lubię (I Like It Like That) jako Chino Linares
- 1995: 12 małp (12 Monkeys) jako Jose
- 1995: Chłopaki na bok (Boys on the Side) jako Pete
- 1996: Mistrial (TV) jako Eddie Rios
- 1996: Dogonić słońce (Sunchaser) jako Brandon „Blue” Monroe
- 1996: Najlepszy kumpel Pana Boga (Dear God ) jako przystojniak
- 1996: Lęk pierwotny (Primal Fear) jako Alex
- 1997: The Price of Kissing jako Billy
- 1997: Selena jako Chris Pérez
- 2000: Homicide: The Movie (TV) jako detektyw Paul Falsone
- 2000: Price of Glory jako Sonny Ortega
- 2000: Little Pieces jako Kyle
- 2001: Podwójny chwyt (Double Bang) jako Sally „Fish” Pescatore
- 2001: Trudna miłość (Love the Hard Way) jako Charlie
- 2002: King Rikki jako Rikki Ortega
- 2002: Champion (Undisputed) jako Jesus „Chuy” Campos
- 2003: Bad Boys II jako Roberto
- 2007: One Long Night jako Richard
- 2011: Larry Crowne. Uśmiech losu jako Oficer Diamond
- 2012: Kula w łeb jako Louis Blanchard
- 2018: Canal Street jako detektyw Mike Watts

### Seriale telewizyjne
- 1994: Nowojorscy gliniarze (NYPD Blue) jako Sal Medina
- 1995: Oblicza Nowego Jorku jako Bobby Lunas
- 1997: Oz jako Dino Ortolani
- 1997: Prawo i porządek jako detektyw Paul Falsone
- 1997–1999: Wydział zabójstw Baltimore (Homicide: Life on the Street) jako detektyw Paul Falsone
- 1999–2000: Brygada ratunkowa (Third Watch) jako Matty Caffey
- 2001–2002: UC: Undercover jako Jake Shaw
- 2003: Nocny kurs (Hack) jako Nick Duarte
- 2003: Oz jako Dino Ortolani
- 2004: The Jury jako Victor Torres
- 2004: Las Vegas jako Junior Gomez
- 2004-2005: Kevin Hill jako Damian „Dame” Ruiz
- 2006: Zaklinacz dusz (Ghost Whisperer) jako John Gregory
- 2006–2007: Krok od domu (Close to Home) jako Ray Blackwell
- 2008: CSI: Miami jako Hector Salazar
- 2009: Dr House jako Donny
- 2010: Wzór jako Lonnie Moses
- 2010: Podkomisarz Brenda Johnson jako detektyw Frank Verico
- 2010: Tożsamość szpiega jako Cole
- 2010: Pacyfik jako sierżant John Basilone
- 2010: Hawaii Five-0 jako sierżant Cage
- 2011–2013: Treme jako Nelson Hidalgo
- 2012–2019: Chicago Fire jako Antonio Dawson
- 2014–2019: Chicago PD jako Antonio Dawson
- 2016: Prawo i porządek: sekcja specjalna jako Antonio Dawson
- 2017: Chicago Justice jako Antonio Dawson